# Отаго (регион)
Отаго (англ. Otago) — один из регионов Новой Зеландии. Расположен на юго-востоке Южного острова. Крупнейшим городом и центром региональной администрации является город Данидин, в котором располагается старейший в стране университет Отаго. Регион состоит из 4 округов: Данидин, Округ Центральный Отаго, Округ Квинстаун лейкс и Округ Вайтаки. Несмотря на континентальный горный климат здесь получило распространение виноградорство. Сентрал Отаго является самым южным винодельческим регионом мира и единственным в стране не имеющим выхода к морю. По другим сведениям, самые южные винодельческие регионы находятся в Аргентине, в частности, Рио-Негро.

## История
Как и остальная материковая часть Новой Зеландии, Отаго был впервые заселён народом маори. Большая часть поселений маори в Отаго располагалась на побережье и вокруг полуострова Отаго. Поселение Отаго, выросшее из Свободной церкви Шотландии, было основано в марте 1848 года с прибытием первых двух кораблей с иммигрантами из Гринока на заливе Ферт-оф-Клайд — «Джон Уиклифф» и «Филип Лэйнг». Капитан Уильям Каргилл, ветеран войны на Пиренейском полуострове, был светским лидером. Впоследствии жители Отаго избрали его на должность суперинтенданта провинции после того, как в 1853 году были созданы провинции Новой Зеландии.
Провинция Отаго включала в себя всю Новую Зеландию к югу от реки Вайтаки, включая остров Стюарт и субантарктические острова. Она включала в себя территорию более поздней провинции Саутленд, а также гораздо более обширные земли современного региона Саутленд.
Первоначальное заселение было сосредоточено в порту и городе, а затем распространилось, в частности, на юго-запад, где плодородные равнины Тайери представляли собой хорошие сельскохозяйственные угодья. В 1860-х годах, после того как Габриэль Рид обнаружил золото в Габриэлевском ущелье недалеко от Лоуренса, началась золотая лихорадка в Отаго.
Ветераны золотых приисков в Калифорнии и Австралии, а также многие другие искатели счастья из Европы, Северной Америки и Китая устремились в тогдашнюю провинцию Отаго, разрушая её шотландский пресвитерианский характер. Дальнейшие открытия золота в Клайде и на реке Эрроу в окрестностях Эрроутауна привели к буму, и Отаго на какое-то время стал культурным и экономическим центром Новой Зеландии. Первая ежедневная газета Новой Зеландии Otago Daily Times, первоначально редактируемая Джулиусом Фогелем, появилась в этот период.
Первый университет Новой Зеландии, Университет Отаго, был основан в 1869 году как провинциальный университет в Данидине.
Провинция Саутленд отделилась от провинции Отаго и в 1861 году учредила собственный провинциальный совет в Инверкаргилле. После возникших трудностей Отаго вновь присоединила её к себе в 1870 году. Её территория входит в южный регион старой провинции Отаго, которая названа в её честь и сейчас является территорией региона Саутленд. Провинциальные правительства были упразднены в 1876 году, когда 1 ноября 1876 года вступил в силу Закон об упразднении провинций и на смену им пришли другие формы местного самоуправления, в том числе графства. Два графства в Отаго были названы в честь шотландских героев, боровшихся за независимость, Уоллеса и Брюса. С этого времени центр внимания постепенно сместился на север.
В 2004 году в результате конкурса был выбран флаг Отаго. Его автором стал Грегор Макаули.

## Населённые пункты
- Данидин
- Куинстаун
- Оамару
- Ванака
- Милтон
- Арамоана
- Кака-Пойнт

## Достопримечательности
- Бюстгальтеровый забор в Кардроне, расположенной в его центральной части. Забор представляет собой сельскую ограду, на которую проезжающие стали вешать бюстгальтеры; в конце концов данное место стало сравнительно известным туристическим объектом с сотнями различных бюстгальтеров.
- Водопад Пуракаунуи.